# A.E. Stallings
Alicia Elsbeth Stallings (ur. 2 lipca 1968 w Decatur, Georgia, USA) – amerykańska poetka, tłumaczka wyróżniona grantem MacArthur Fellowship.

## Życiorys
Studiowała klasyczną sztukę grecką na University of Georgia, gdzie uzyskała bakalaureat w 1990 i na Uniwersytecie Oksfordzkim, gdzie otrzymała tytuł magistra w 1991 z literatury łacińskiej. Jest edytorem Atlanta Review.
W 1999 przeprowadziła się do Aten, gdzie jest dyrektorem programu poezji w Centrum Ateńskim.
W swojej poezji używa tradycyjnych form. Jest kojarzona z Nowym formalizmem.
Publikuje swoje poezje i eseje w magazynie Poetry. Wydała trzy tomiki poezji Archaic Smile (1999), Hapax (2006) i Olives (2012). W 2007 wydała angielskie tłumaczenie De rerum natura Lukrecjusza napisane rymowanym czternastozgłoskowcem.

## Nagrody i wyróżnienia
Jej debiutancki tomik Archaic Smile otrzymał Nagrodę Richarda Wilbura i był finalistą konkursów Yale Series of Younger Poets Competition i Walt Whitman Award. Drugi tomik Hapax został w 2008 wyróżniony nagrodą Poets' Prize. Jej wiersze były publikowane w antologiach The Best American Series w 1994 i 2000. Otrzymała nagrodę Pushcart Prize, Eunice Tietjens Prize a w 2004 Howard Nemerov Sonnet Award. W 2010 otrzymał nagrodę Willis Barnstone Translation Prize przyznawaną za najlepsze tłumaczenie poezji na angielski. W 2011 otrzymała grant Fundacji Pamięci Johna Simona Guggenheima, grant MacArthur Fellowship.